# 王洼子乡
王洼子乡是中国陕西省延安市吴起县下辖的一个乡。

## 行政区划
王洼子乡下辖以下行政区：
王洼子村、北梁村、陈岔村、张台子村、寨子湾村、李台子村、庙梁子村、贾台子村、箭杆岭村、狼儿沟村